# Zale intenta
Zale intenta là một loài bướm đêm trong họ Erebidae.

## Hình ảnh

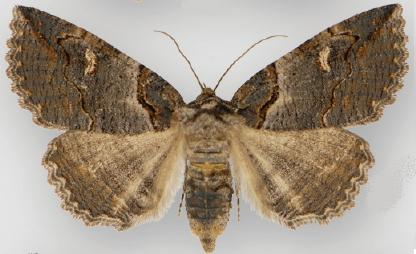
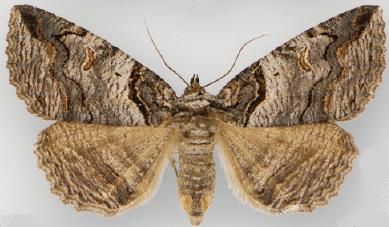
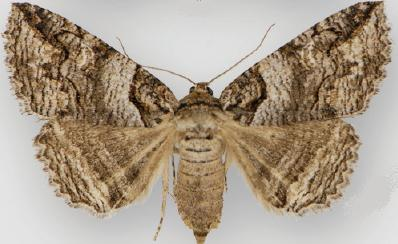